# Hifumi Abe
Hifumi Abe (født 9. august 1997) er en japansk judoka. Han blev verdensmester i vægtklassen op til 66 kg for første gang i 2017.
Ved VM i judo 2018 lykkedes det ham at forsvare sin titel.. Han søster Uta Abe er også judoka, og vandt også guld ved VM i 2018.
Det var første gang at en bror og søster vandt vm-guld samme dag. I 2019 vandt han bronze ved VM i Tokyo.
Ved Sommer-OL 2020 i Tokyo vandt han guld efter at have besejret georgieren Wascha Margwelaschwili. Cirka en time tidligere var hans søster også blevet olympisk mester.
Under sommer-OL 2024, der blev afholdt i Paris, tog han guld og sølv. 